# Saint-Philbert-de-Grand-Lieu
 Saint-Philbert-de-Grand-Lieu  es una población y comuna francesa, situada en la región de Países del Loira, departamento de Loira Atlántico, en el distrito de Nantes. Es el chef-lieu y mayor población del cantón de Saint-Philbert-de-Grand-Lieu.

## Demografía
| 3239 | 3341 | 3633 | 4255 | 5159 | 6253 |
| Para los censos de 1962 a 1999 la población legal corresponde a la población sin duplicidades (Fuente: INSEE [Consultar]) |      |      |      |      |      |